# Liga Premier de Rusia 2015-16
La temporada 2015-16 es la 24.ª temporada de la Liga Premier de Rusia, la máxima categoría del fútbol en Rusia desde la disolución de la Unión Soviética. El CSKA de Moscú conquistó su sexto título en su historia. Esta temporada será recordada también por el primer descenso en la historia del Dinamo Moscú.

## Formato
Los 16 equipos jugarán un torneo de todos contra todos, por lo que cada equipo juega frente a los rivales dos veces, una como local y otra como visitante. Por lo tanto, se jugará un total de 240 partidos, con 30 partidos jugados por cada equipo.
Los equipos que hayan concluido en las posiciones 15 y 16 descenderán automáticamente a la FNL, mientras que los dos mejores equipos de la FNL conseguirán el ascenso. Por otra parte, los clubes de FNL situados en tercera y cuarta posición se enfrentarán a los clasificados en posición 13 y 14 de Liga Premier en los partidos de ida y vuelta de la promoción para obtener una plaza para la temporada 2016-17.

## Equipos participantes

### Ascensos y descensos
| Pos. | de la Liga Premier de Rusia 2014-15 |
| ---- | ----------------------------------- |
| 15.º | Torpedo Moscú                       |
| 16.º | Arsenal Tula                        |

| Pos. | de la Liga Nacional de Fútbol 2014-15 |
| ---- | ------------------------------------- |
| 1.º  | Krylia Sovetov Samara                 |
| 2.º  | Anzhi Majachkalá                      |

## Equipos
| Club                      | Ciudad          | Estadio           | Capacidad |
| ------------------------- | --------------- | ----------------- | --------- |
| FC Amkar Perm             | Perm            | Estadio Zvezda    | 19 500    |
| FK Anzhí Majachkalá       | Majachkalá      | Anzhi-Arena       | 30 000    |
| PFC CSKA Moscú            | Moscú           | Arena Jimki       | 38 200    |
| FC Dinamo Moscú           | Moscú           | Arena Jimki       | 38 200    |
| FC Krasnodar              | Krasnodar       | Estadio Kubán     | 31 650    |
| PFC Krylia Sovetov Samara | Samara          | Estadio Metallurg | 33 001    |
| Kubán                     | Krasnodar       | Estadio Kubán     | 31 654    |
| FC Lokomotiv Moscú        | Moscú           | Estadio Lokomotiv | 30 075    |
| FC Mordovia Saransk       | Saransk         | Estadio Start     | 11 580    |
| FC Rostov                 | Rostov del Don  | Olimp – 2         | 15 840    |
| FC Rubin Kazán            | Kazán           | Kazán Arena       | 45 105    |
| FC Spartak Moscú          | Moscú           | Otkrytie Arena    | 44 000    |
| FC Terek Grozny           | Grozni          | Ajmat Arena       | 10 200    |
| FC Ufa                    | Ufá             | Estadio Neftyanik | 16 000    |
| FC Ural Sverdlovsk        | Ekaterimburgo   | Estadio Central   | 27 000    |
| FC Zenit San Petersburgo  | San Petersburgo | Estadio Petrovsky | 22 000    |

### Cuerpo técnico y uniformes
| Equipo         | Ciudad          | Entrenador           | Capitán           | Marca  | Patrocinador de camiseta |
| -------------- | --------------- | -------------------- | ----------------- | ------ | ------------------------ |
| Amkar          | Perm            | Gadzhi Gadzhiyev     | Dmitri Belorukov  | Joma   | Gobernación de Perm      |
| Anzhi          | Majachkalá      | Yury Semin           | Ali Gadzhibekov   | Nike   | Caspian Flat Glass       |
| CSKA           | Moscú           | Leonid Slutski       | Ígor Akinféyev    | Adidas | Rosseti                  |
| Dinamo         | Moscú           | Stanislav Cherchesov | Aleksandr Kokorin | Nike   | VTB Bank                 |
| Krasnodar      | Krasnodar       | Oleg Kononov         | Andreas Granqvist | Kappa  | Constell Group           |
| Krylia Sovetov | Samara          | Franky Vercauteren   | Ivan Taranov      | Nike   |                          |
| Kúban          | Krasnodar       | Dmitri Khokhlov      | Aleksandr Belenov | Adidas | RGMK                     |
| Lokomotiv      | Moscú           | Igor Cherevchenko    | Ján Ďurica        | Adidas | RZD                      |
| Mordovia       | Saransk         | Andrei Gordeyev      | Anton Kochenkov   | Adidas | Mordovcement             |
| Rostov         | Rostov del Don  | Kurban Berdyev       | Alexandru Gațcan  | Joma   | Energosbyt Rostovenergo  |
| Rubin          | Kazán           | Rinat Bilyaletdinov  | Oleg Kuzmin       | Puma   | TAIF-NK                  |
| Spartak        | Moscú           | Dmitri Alenichev     | Artyom Rebrov     | Nike   | LUKoil                   |
| Terek          | Grozni          | Rashid Rakhimov      | Rizvan Utsiyev    | Adidas | Akhmat Foundation        |
| Ufa            | Ufá             | Igor Kolyvanov       | Azamat Zaseyev    | Joma   | Bashinformsvyaz          |
| Ural           | Ekaterimburgo   | Viktor Goncharenko   | Artyom Fidler     | Umbro  | TMK Group Renova Group   |
| Zenit          | San Petersburgo | André Villas-Boas    | Danny Alves       | Nike   | Gazprom                  |

## Clasificación
- Actualización final el 21 de mayo de 2016.[1]

| --- | Pos. | Equipos               | PJ | PG | PE | PP | GF | GC | DIF | PTS |
| --- | ---- | --------------------- | -- | -- | -- | -- | -- | -- | --- | --- |
|     | 1.   | CSKA Moscú            | 30 | 20 | 5  | 5  | 51 | 25 | +26 | 65  |
|     | 2.   | FC Rostov             | 30 | 19 | 6  | 5  | 41 | 20 | +21 | 63  |
|     | 3.   | Zenit San Petersburgo | 30 | 17 | 8  | 5  | 61 | 32 | +29 | 59  |
| UEL | 4.   | FC Krasnodar          | 30 | 16 | 8  | 6  | 54 | 25 | +29 | 56  |
|     | 5.   | Spartak Moscú         | 30 | 15 | 5  | 10 | 48 | 39 | +9  | 50  |
|     | 6.   | Lokomotiv Moscú       | 30 | 14 | 8  | 8  | 43 | 33 | +10 | 50  |
|     | 7.   | Terek Grozny          | 30 | 11 | 11 | 8  | 35 | 30 | +5  | 44  |
|     | 8.   | FC Ural               | 30 | 10 | 9  | 11 | 39 | 46 | -7  | 39  |
|     | 9.   | Krylia Sovetov Samara | 30 | 9  | 8  | 13 | 19 | 31 | -12 | 35  |
|     | 10.  | Rubin Kazán           | 30 | 9  | 6  | 15 | 33 | 39 | -6  | 33  |
|     | 11.  | Amkar Perm            | 30 | 7  | 10 | 13 | 22 | 33 | -11 | 31  |
|     | 12.  | FC Ufa                | 30 | 6  | 9  | 15 | 25 | 44 | -19 | 27  |
|     | 13.  | Anzhi Makhachkala     | 30 | 6  | 8  | 16 | 28 | 50 | -22 | 26  |
|     | 14.  | Kubán Krasnodar       | 30 | 5  | 11 | 14 | 34 | 44 | -10 | 26  |
|     | 15.  | Dinamo Moscú          | 30 | 5  | 10 | 15 | 25 | 47 | -22 | 25  |
|     | 16.  | Mordovia Saransk      | 30 | 4  | 12 | 14 | 30 | 50 | -20 | 24  |

|  | Campeón y clasifica a la fase de grupos de la Liga de Campeones de la UEFA 2016-17. |
|  | Clasifica a la tercera ronda previa de la Liga de Campeones de la UEFA 2016-17.     |
|  | Clasifican a la tercera ronda de la Liga Europa de la UEFA 2016-17.                 |
|  | En zona de promoción por evitar el descenso.                                        |
|  | En zona de descenso a la Liga Nacional de Fútbol 2016-17.                           |

## Goleadores
Fuente: championat.com/football Archivado el 23 de marzo de 2016 en Wayback Machine.
| Pos. | Jugador            | Club                   | Goles |
| ---- | ------------------ | ---------------------- | ----- |
| 1    | Fyodor Smolov      | FC Krasnodar           | 20    |
| 2    | Quincy Promes      | Spartak Moscú          | 17    |
| 3    | Hulk               | Zenit Saint Petersburg | 16    |
| 4    | Artyom Dzyuba      | Zenit Saint Petersburg | 14    |
| 5    | Ahmed Musa         | CSKA Moscú             | 12    |
| 6    | Yevgeni Lutsenko   | Mordovia Saransk       | 10    |
| 7    | Maciej Rybus       | Terek Grozny           | 9     |
| 7    | Pavel Mamayev      | FC Krasnodar           | 9     |
| 7    | Sardar Azmoun      | FC Rostov              | 9     |
| 10   | Oumar Niasse       | Lokomotiv Moscú        | 8     |
| 10   | Zé Luís            | Spartak Moscú          | 8     |
| 10   | Lorenzo Melgarejo  | Spartak Moscú          | 8     |
| 10   | Vladislav Ignatyev | Lokomotiv Moscú        | 8     |
| 10   | Yannick Boli       | Anzhi Makhachkala      | 8     |
| 10   | Oleg Shatov        | Zenit Saint Petersburg | 8     |
| 10   | Aleksandr Samedov  | Lokomotiv Moscú        | 8     |

## Promoción de descenso
Los equipos vencedores de ambas llaves ascienden o se mantienen en la Liga Premier.

### Eliminatoria 1
| 24 de mayo de 2016, 18:00 | Volgar Astrakhan | 0:1 (0:0) | Anzhi Makhachkala | Estadio Central, Astrakán                                   |                                                             |
|                           |                  | Reporte   | Boli 90+3' ·      | Asistencia: 10.500 espectadores Árbitro(s): Kirill Levnikov | Asistencia: 10.500 espectadores Árbitro(s): Kirill Levnikov |

| 27 de mayo de 2016, 19:00 | Anzhi Makhachkala     | 2:0 (2:0) | Volgar Astrakhan | Anzhi-Arena, Majachkalá                                      |                                                              |
|                           | Lazic 7' · Boli 34' · | Reporte   |                  | Asistencia: 21.500 espectadores Árbitro(s): Sergey Lapochkin | Asistencia: 21.500 espectadores Árbitro(s): Sergey Lapochkin |

- Anzhi Makhachkala gana la serie con un resultado global de 3:0 y se mantiene en la máxima categoría.

### Eliminatoria 2
| 24 de mayo de 2016, 19:45 | Kuban Krasnodar | 1:0 (1:0) | Tom Tomsk | Estadio Kuban, Krasnodar                                    |                                                             |
|                           | Armas 18' ·     | Reporte   |           | Asistencia: 9.501 espectadores Árbitro(s): Aleksandr Egorov | Asistencia: 9.501 espectadores Árbitro(s): Aleksandr Egorov |

| 27 de mayo de 2016, 19:00 | Tom Tomsk                      | 2:0 (0:0) | Kuban Krasnodar | Estadio Trud, Tomsk                                       |                                                           |
|                           | Bashkirov 57' · Ciuperca 72' · | Reporte   |                 | Asistencia: 9.500 espectadores Árbitro(s): Vital. Meshkov | Asistencia: 9.500 espectadores Árbitro(s): Vital. Meshkov |

- Tom Tomsk (2:1 en el global) asciende a la Liga Premier, Kuban Krasnodar desciende a la Liga Nacional de Rusia.

## Liga Nacional de Fútbol
La Liga Nacional de Fútbol es la segunda categoría del fútbol profesional en Rusia. En la edición 2015-16, los clubes Gazovik Orenburg y Arsenal Tula consiguieron el ascenso automáticamente, mientras que el tercer y cuarto clasificado, los clubes Tom Tomsk y Volgar Astrakhan, respectivamente, disputarán la promoción.
- Actualización final el 21 de mayo de 2016.

| --- | Pos. | Equipos                   | PJ | PG | PE | PP | GF | GC | DIF | PTS |
| --- | ---- | ------------------------- | -- | -- | -- | -- | -- | -- | --- | --- |
|     | 1.   | Gazovik Orenburg          | 38 | 26 | 8  | 4  | 61 | 20 | +41 | 86  |
|     | 2.   | Arsenal Tula              | 38 | 25 | 7  | 6  | 64 | 37 | +27 | 82  |
|     | 3.   | Tom Tomsk                 | 38 | 22 | 8  | 8  | 58 | 35 | +23 | 74  |
|     | 4.   | Volgar Astrakhan          | 38 | 17 | 12 | 9  | 57 | 37 | +20 | 63  |
|     | 5.   | Spartak Moscú-2           | 38 | 17 | 8  | 13 | 52 | 49 | +3  | 59  |
|     | 6.   | Fakel Voronezh            | 38 | 17 | 5  | 16 | 61 | 42 | +19 | 56  |
|     | 7.   | FC Tosno                  | 38 | 17 | 4  | 17 | 57 | 53 | +4  | 55  |
|     | 8.   | FC Tyumen                 | 38 | 15 | 9  | 14 | 44 | 45 | -1  | 54  |
|     | 9.   | Sokol Saratov             | 38 | 14 | 11 | 13 | 43 | 40 | +3  | 53  |
|     | 10.  | Volga Nizhni Nóvgorod (b) | 38 | 14 | 9  | 15 | 39 | 37 | +2  | 51  |
|     | 11.  | Sibir Novosibirsk         | 38 | 14 | 9  | 15 | 49 | 51 | -2  | 51  |
|     | 12.  | Zenit San Petersburgo-2   | 38 | 13 | 11 | 14 | 61 | 55 | +6  | 50  |
|     | 13.  | Shinnik Yaroslavl         | 38 | 13 | 11 | 14 | 50 | 49 | +1  | 50  |
|     | 14.  | SKA-Energiya Khabarovsk   | 38 | 13 | 10 | 15 | 36 | 35 | +1  | 49  |
|     | 15.  | Luch Vladivostok          | 38 | 12 | 9  | 17 | 31 | 46 | -15 | 45  |
|     | 16.  | Yenisey Krasnoyarsk (a)   | 38 | 12 | 8  | 18 | 36 | 49 | -13 | 44  |
|     | 17.  | Baltika Kaliningrad (b)   | 38 | 11 | 11 | 16 | 36 | 46 | -10 | 44  |
|     | 18.  | Torpedo Armavir           | 38 | 10 | 10 | 18 | 29 | 46 | -17 | 40  |
|     | 19.  | Baikal Irkutsk            | 38 | 8  | 2  | 28 | 29 | 73 | -44 | 26  |
|     | 20.  | KAMAZ Naberezhnye Chelny  | 38 | 6  | 6  | 26 | 20 | 60 | -40 | 24  |

Notas
(a) El 4 de junio de 2016, se anunció que el FC Yenisey Krasnoyarsk no será relegado ya que el Smena Komsomolsk del Amur, se negó a ser promovido desde la Segunda División Rusa.
(b) El 15 de junio de 2016, se anunció la disolución del club Volga Nizhny Novgorod debido la deuda que presenta. De acuerdo con las regulaciones de la liga, su lugar en la liga será tomada por el Baltika Kaliningrado, que no será descendido.

|  | Ascendidos a la Liga Premier de Rusia 2016-17 |
|  | Clasificados a la promoción                   |
|  | Descendidos a la Segunda División 2016-17     |